# Bandera de Antioquia
La bandera de Antioquia  es el principal símbolo oficial del departamento de Antioquia, hace parte de la imagen institucional de la administración departamental, por lo cual siempre están presentes en los actos protocolarios, en la papelería oficial, etc. Tiene sus orígenes en la época del grito de Independencia de Colombia, hacia 1810. Al parecer fue establecida por la Junta de Gobierno de Santa Fe de Antioquia sobre la base de los colores de la bandera de la Universidad de Antioquia (fundada en 1803), que casi desde sus comienzos tenía entre sus emblemas una bandera blanca y verde que era izada en todos sus actos oficiales. Son también los colores usados por la Provincia de Cartagena cuando se declaró independiente de España en 1811.
Más tarde el Estado Libre de Antioquia adoptó los colores y emblemas de las Provincias Unidas de Nueva Granada, sin embargo no hay nada en los documentos oficiales de la época que corroboren esta versión.
Entre 1856 y 1863, época de transición entre el centralismo y el federalismo colombiano, Antioquia cambió de emblemas. Esta vez el escudo era el de la república pero con el nombre del Estado Soberano dentro de él, y la bandera era la misma que la nacional solo que con el escudo en su interior. La misma norma se aplicó a los demás Estados Soberanos. Sin embargo debido a que el país cambió de nombre tres veces, los emblemas tuvieron que ser readoptados igual número de veces.

Bandera de Santa Fe de Antioquia, primera capital del departamento.

Bandera de Medellín, actual capital de Antioquia.

Es de destacar que la ciudad de Medellín, actual capital, y Santa Fe de Antioquia, primera capital y ciudad madre del departamento, para unificar los ideales de región adoptaron la bandera de Antioquia a la cual se le agregó en su centro el escudo de la ciudad. 
La actual Bandera del Departamento de Antioquia fue instituida el día 10 de diciembre de 1962 por medio de la Ordenanza número 6 de la Asamblea Departamental para celebrar el sesquicentenario de la independencia Antioqueña.

## Disposición y significado de los colores
La Bandera está conformada por dos franjas horizontales, blanca en la parte superior y verde en la parte inferior, y cada una de ellas con un ancho igual a la mitad de la bandera.
Según la versión oficial de la Gobernación de Antioquia, los colores tienen su propio significado:
- El color blanco simboliza la pureza, la integridad, la obediencia, la elocuencia y el triunfo.

- El color verde simboliza las montañas del departamento, la esperanza, la abundancia, la fe, el servicio y el respeto.

### Protocolo

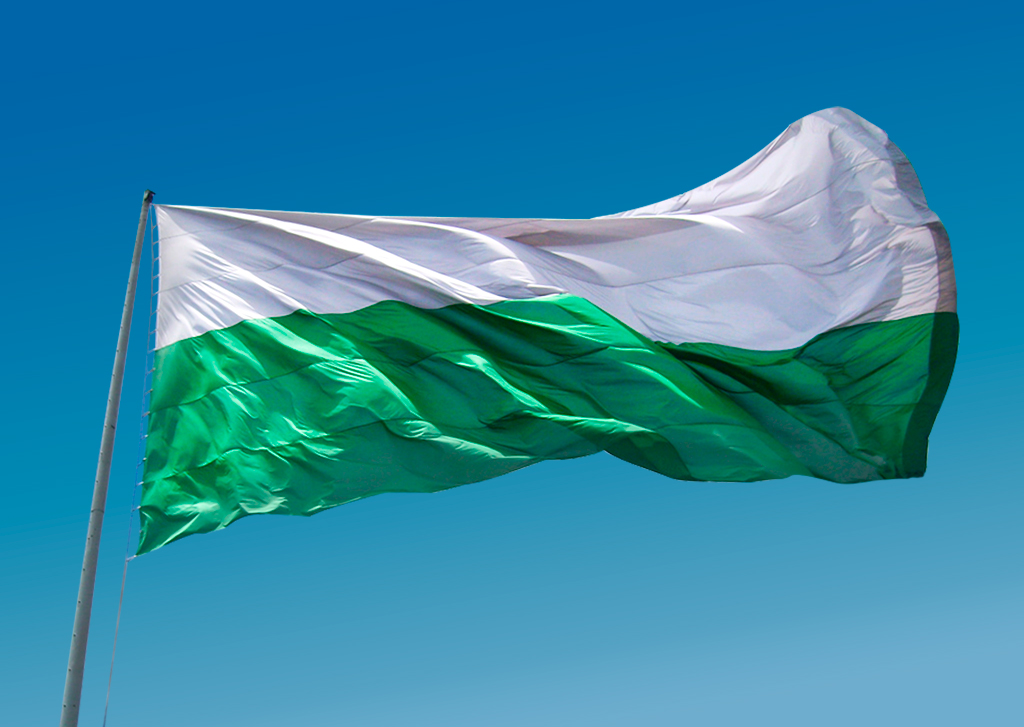
Bandera de Antioquia ondeando en el Cerro Nutibara de Medellín.

Para actos protocolarios se han dispuesto ciertas normas que deben ser cumplidas al momento de izar la bandera:
- Al escuchar el himno de Antioquia, todas las personas deben soltar sus brazos y adoptar una postura de respeto y veneración.
- El himno nunca se aplaude.
- Las banderas se ubican a la derecha de quien preside el acto.
- Todas van al mismo nivel.
- Cuando el pabellón nacional ice junto a otro, quedará siempre a la derecha.
- Cuando está con un grupo de banderas de otros países, al centro va Colombia y luego las demás en orden alfabético de derecha a izquierda.
- Nunca las banderas tocan el suelo.
- Ninguna bandera puede tener los colores desteñidos o estar rota.
- El asta de la bandera siempre termina de manera plana o en esfera. Solo los militares deben utilizar el asta de las banderas en punta de lanza.
- Al izar las banderas la primera será la de Colombia junto con el himno nacional, luego todas las demás al tiempo. Al arriar las banderas, la última será la de Colombia.

## Banderas históricas

Bandera del Estado Soberano de Antioquia en 1856.
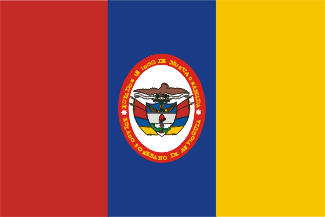
Bandera del Estado Soberano de Antioquia en 1858.
Bandera del Estado Soberano de Antioquia en 1863.